# Modularização de ontologias
A noção de modularização de ontologias refere-se a um princípio metodológico em engenharia de ontologias. A ideia é que uma ontologia é construída de forma modular, ou seja desenvolvida como um conjunto de pequenos módulos e, posteriormente, composta para formar e ser utilizada como uma ontologia modular.
Um dos principais congressos de pesquisa sobre modularização de ontologias Uma das principais reuniões de investigação sobre ontologia é o International Workshop on Modular Ontologies.